# Bulbophyllum calophyllum
Bulbophyllum calophyllum là một loài phong lan thuộc chi Bulbophyllum.